# Jason Sendwe
Jason Sendwe (1917-19 juin 1964) était un homme politique congolais et l'un des dirigeants du parti Association Générale des Baluba du Katanga (BALUBAKAT). Il a été deuxième vice-premier ministre de la République démocratique du Congo (alors République du Congo) d'août 1961 à janvier 1963, et président de la province du Nord-Katanga de septembre 1963 jusqu'à sa mort, avec une brève interruption.

## Biographie
Sendwe est né en 1917 à Mwanya, territoire de Kabongo, Congo belge, dans une famille Baluba. Il a fait ses études dans des écoles méthodistes et des établissements de soins infirmiers. Dans l'impossibilité de devenir médecin en raison du manque d'écoles de médecine au Congo belge, il trouva du travail comme enseignant et infirmier. Il s'impliqua dans plusieurs organisations culturelles et fonda en 1957 BALUBAKAT pour lutter pour les intérêts des Baluba de la province du Katanga. Il épousa le nationalisme et pensait que le Congo devait rester un pays uni après la domination belge. En mai 1960, peu avant l'indépendance du pays, il fut élu à la Chambre des députés nouvellement constituée. Sendwe chercha à obtenir le contrôle du gouvernement de la province du Katanga, mais perdit contre son rival Moïse Tshombe et la Confédération des associations tribales du Katanga (CONAKAT) qui était majoritaire dans plusieurs communes. Quoi qu'il en soit, il fut nommé au poste de commissaire d'État pour le Katanga par le premier ministre Patrice Lumumba.
Début juillet 1960, Tshombé annonça la sécession et créa l'État indépendant du Katanga. Sendwe s'opposa à l'État séparatiste et rejeta les supplications de Tshombé pour qu'il rejoigne le gouvernement rebelle, rompant ainsi les relations entre les deux hommes. Investi des responsabilités de commissaire d'État par le Sénat, Sendwe tenta en vain de restaurer le contrôle du gouvernement central sur le Katanga. Après une période de troubles, il fut nommé vice-premier ministre en août 1961 dans le gouvernement Adoula dans l'espoir de pouvoir utiliser son influence politique pour gagner le soutien du gouvernement central du Katanga. Quatre mois plus tard, il fut nommé commissaire général extraordinaire de la province, lui conférant nominalement une autorité complète sur la région.
En décembre 1962 ses perspectives politiques furent gravement compromises lorsque le Sénat le censura et le força à démissionner de son poste de vice-Premier ministre. Au début de 1963, il concentra de plus en plus ses activités au Katanga, alors que la province accède à l'autorité centrale et que Tshombe s'enfuit en exil. Le territoire fut divisé en quatre nouvelles unités politiques contre sa volonté. Malgré son mécontentement, il prit ses fonctions de président du Nord-Katanga en septembre. En janvier 1964, il perdit ainsi son poste de président de la BALUBAKAT. En juin, les rebelles Simba renversèrent son gouvernement et il fut tué, même si l'on ignore qui fut le responsable en dernier ressort de sa mort. Sa disparition démoralisa grandement les Baluba et sa réputation sombra dans l'obscurité.